# Luitré
Luitré est une ancienne commune française située dans le département d'Ille-et-Vilaine en région Bretagne, peuplée de 1 289 habitants. Le 1er janvier 2019, elle a fusionné avec Dompierre-du-Chemin pour former la commune de Luitré-Dompierre.

## Géographie
La commune de Luitré est située à 10 minutes de Fougères, 20 de Vitré, 35 de Laval et 1 heure de Rennes.

## Toponymie
Attestations anciennes, :
- Lustri, Lustrei (1144) ;
- Ecclesia de Lustreio (XIIe siècle) ;
- Lutreyum (1516) ;
- L'Huistré (XVIIe siècle) ;
- L'Huîtré (XVIIIe siècle).

Étymologie : 
Les attestations du XVIIe et du XVIIIe siècle sont certainement des réinterprétations qui n'ont rien d'étymologique. Luitré est un nom de domaine dérivé d'un nom de personne gaulois, Lucterios, qui signifie « le lutteur ».

## Histoire
Luitré a une histoire ancienne qui remonte à l'époque gallo-romaine. Des vestiges de cette période, notamment des sarcophages, ont été découverts sur le territoire de la commune.
Au Moyen Âge, Luitré était un fief relevant de la baronnie de Fougères. La paroisse était sous le contrôle de l'abbaye Saint-Georges de Rennes.
Pendant la Révolution française, Luitré a été touchée par les bouleversements politiques de l'époque. De nombreuses églises et abbayes ont été détruites ou endommagées, mais l'église de Luitré a été épargnée.
Au XIXe siècle, Luitré a connu une période de développement économique grâce à l'activité agricole et à l'exploitation minière. Des carrières de schiste ont été exploitées dans la région, comme celle de la mine de Montbelleux.

### Moyen-Âge
La paroisse de Luitré, qui dépendait de l'ancien évêché de Rennes, est mentionnée dès le XIIe siècle. À l'époque le territoire de Luitré appartient aux seigneurs de Bois-le-Houx (ou Boislehou). Cette seigneurie dépend d'abord de la baronnie de Fougères puis de celle de Vitré.

### LeXIXesiècle
Une épidémie d'angine diphtérique sévit en 1862-1863. Le fléau éclata à Luitré, puis dans les communes de Juvigné et de Saint-Pierre-des-Landes. L'épidémie tua d'abord deux cents personnes, et jeta tant de terreur que « la population entière de Saint-Pierredes-Landes se rendit processionnellement et pour la première fois de mémoire d'homme en pèlerinage à la chapelle de Charnay près d'Ernée ». Du canton de Chailland, la diphtérie se propagea à celui d'Andouillé, atteignit plus de trois cents malades. Le docteur Henri-Pierre Trideau s'employa à lutter contre cette épidémie.

### XXIesiècle
Le 1er janvier 2019, la commune fusionne avec Dompierre-du-Chemin pour former la commune nouvelle de Luitré-Dompierre.

## Politique et administration
| Période                                  | Période               | Identité                                  | Étiquette | Qualité                                                                    |
| ---------------------------------------- | --------------------- | ----------------------------------------- | --------- | -------------------------------------------------------------------------- |
| mai 1953                                 | novembre 1970 (décès) | Gaston du Plessis de Grenédan (1912-1970) | Droite    | Propriétaire-éleveur, suppléant du député Pierre de Bénouville (1958-1962) |
| décembre 1970                            | juin 1995             | René Brault (1922-2007)                   | SE        | Artisan électricien retraité, maire honoraire                              |
| juin 1995                                | mars 2008             | Geoffroy du Plessis de Grenédan           |           | Visiteur médical, ancien 1er adjoint au maire                              |
| mars 2008                                | décembre 2018         | Michel Balluais,                          | DVD       | Chef d'entreprise                                                          |
| Les données manquantes sont à compléter. |                       |                                           |           |                                                                            |

### Jumelages
- Przygodzice (Pologne)

## Démographie
En 2022, la commune comptait 1 289 habitants. Depuis 2004, les enquêtes de recensement dans les communes de moins de 10 000 habitants ont lieu tous les cinq ans (en 2004, 2009, 2014, etc. pour Luitré) et les chiffres de population municipale légale des autres années sont des estimations.
| 1793  | 1800  | 1806  | 1821  | 1831  | 1836  | 1841  | 1846  | 1851  |
| ----- | ----- | ----- | ----- | ----- | ----- | ----- | ----- | ----- |
| 1 693 | 1 951 | 1 910 | 1 910 | 1 858 | 1 829 | 1 786 | 1 810 | 1 800 |

| 1856  | 1861  | 1866  | 1872  | 1876  | 1881  | 1886  | 1891  | 1896  |
| ----- | ----- | ----- | ----- | ----- | ----- | ----- | ----- | ----- |
| 1 721 | 1 712 | 1 716 | 1 666 | 1 680 | 1 674 | 1 712 | 1 692 | 1 671 |

| 1901  | 1906  | 1911  | 1921  | 1926  | 1931  | 1936  | 1946  | 1954  |
| ----- | ----- | ----- | ----- | ----- | ----- | ----- | ----- | ----- |
| 1 653 | 1 643 | 1 543 | 1 367 | 1 348 | 1 338 | 1 315 | 1 229 | 1 266 |

| 1962  | 1968  | 1975  | 1982  | 1990  | 1999  | 2004  | 2009  | 2014  |
| ----- | ----- | ----- | ----- | ----- | ----- | ----- | ----- | ----- |
| 1 191 | 1 154 | 1 010 | 1 160 | 1 258 | 1 186 | 1 277 | 1 305 | 1 308 |

| 2018  | - | - | - | - | - | - | - | - |
| ----- | - | - | - | - | - | - | - | - |
| 1 287 | - | - | - | - | - | - | - | - |

## Lieux et monuments
La commune compte un monument historique :
- La croix de cimetière, du XVIe siècle. Elle a été classée par arrêté du 20 mars 1912[15].

Autres sites et monuments :
- L'église paroissiale Saint-Martin, œuvre néo-gothique, et sa tour romane du XIIe siècle.
- La mine de Montbelleux, aujourd'hui fermée (extraction de wolframite).
- Le château du Bois le Houx.
- Le château de Feulavoir.

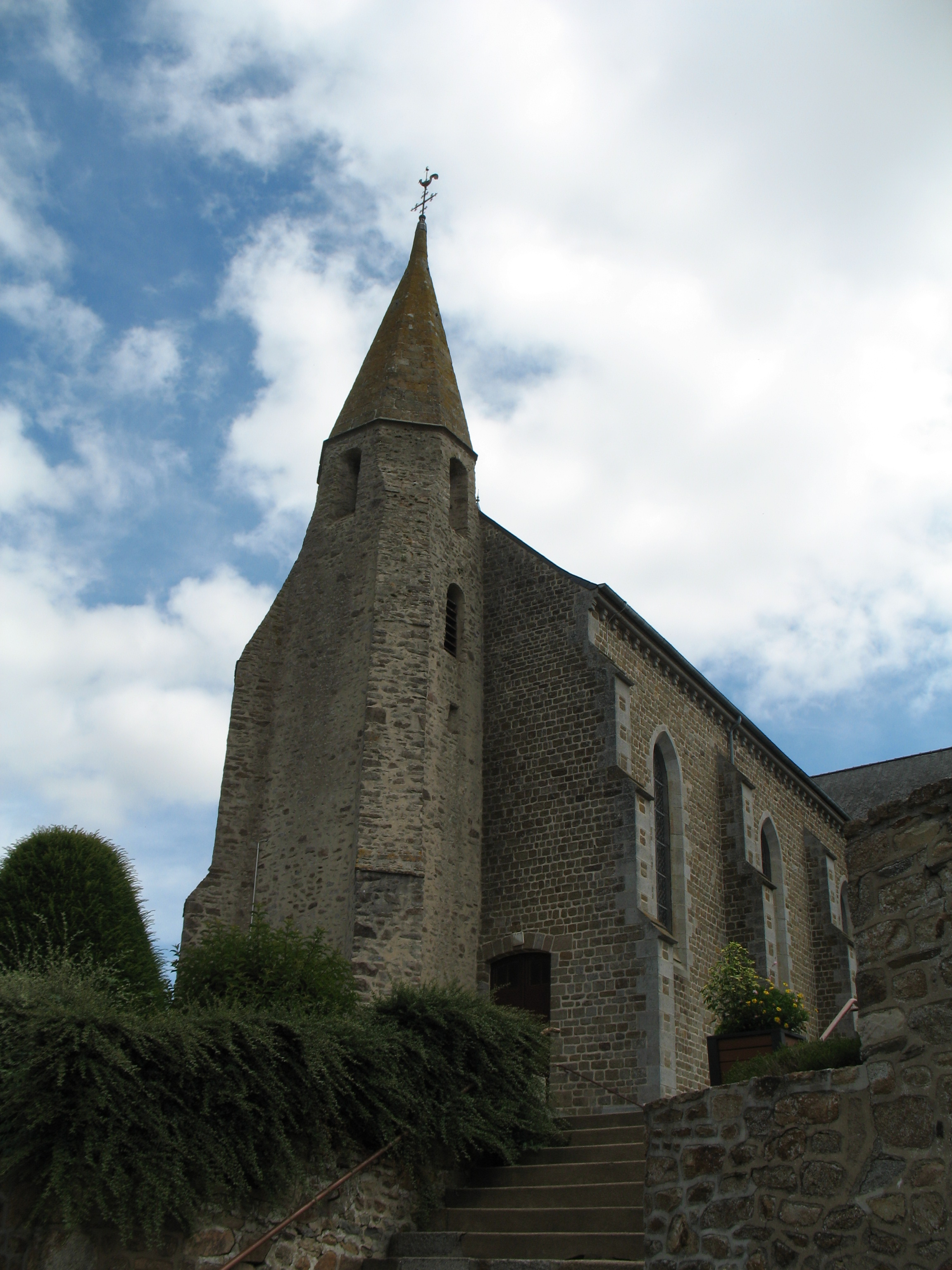
L'église paroissiale Saint-Martin et sa tour romane.
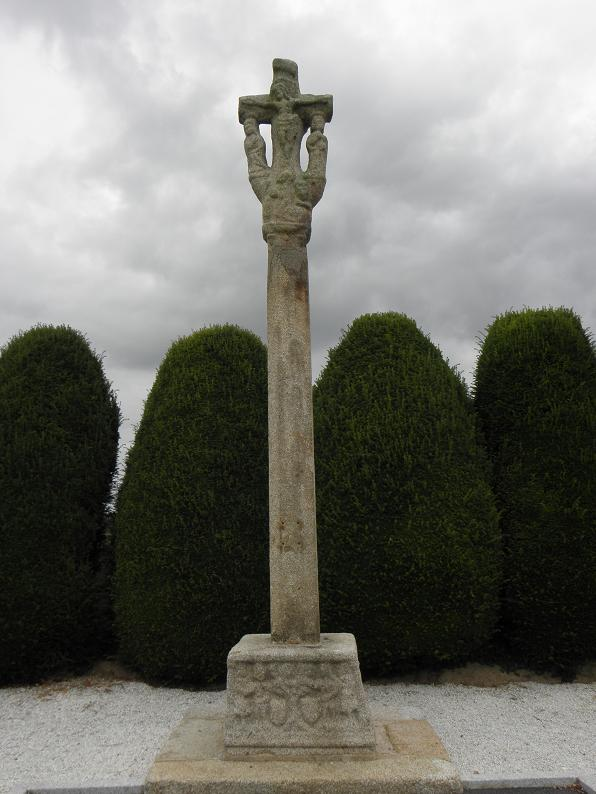
La croix du cimetière.
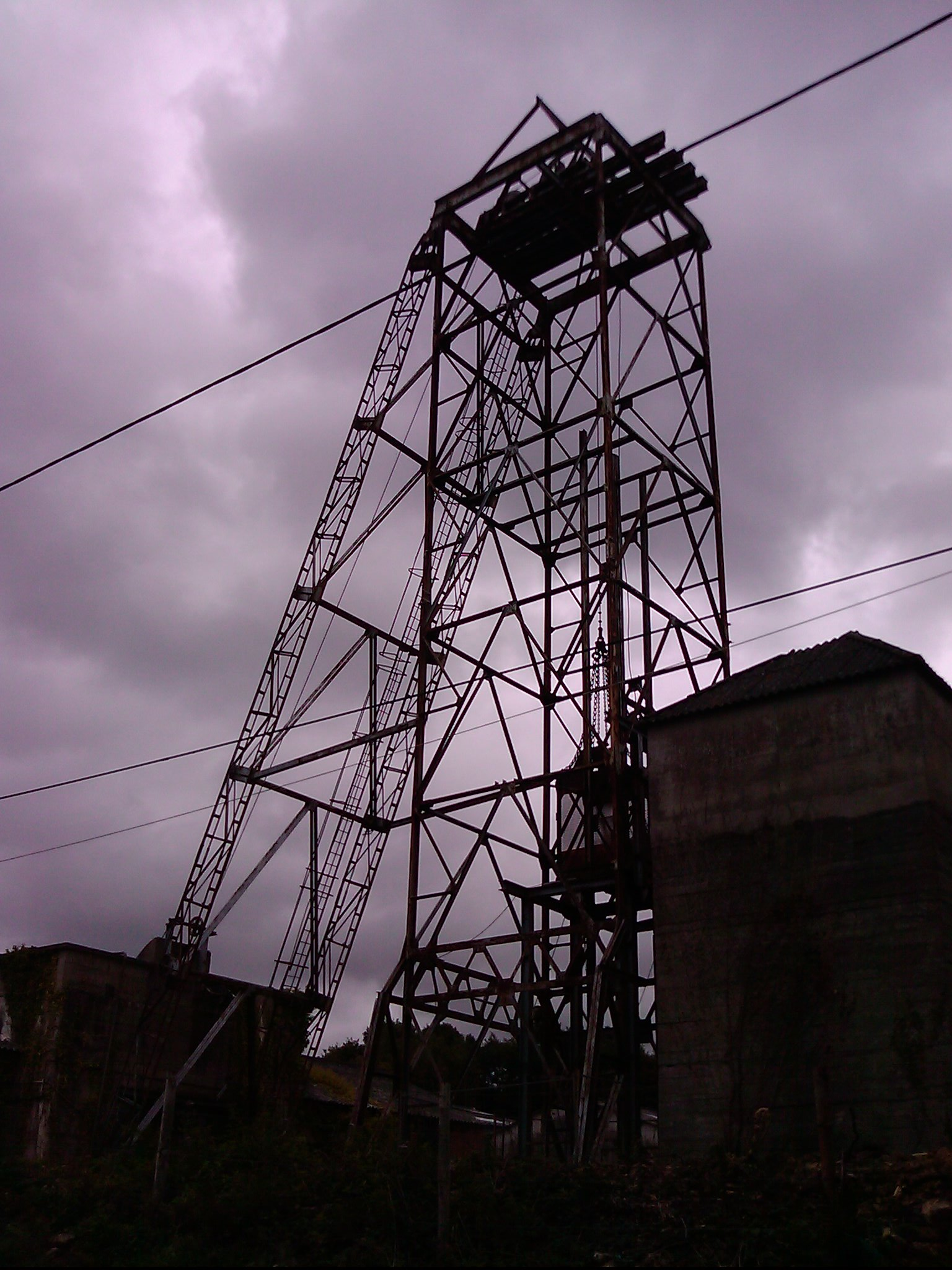
Chevalement de l'ancienne mine de Montbelleux.